# Kujalleq
Kujalleq (tiếng Greenland: Kommuneqarfik Kujalleq) là một khu tự quản mới được thành lập tại phần chóp phía nam của Greenland, từ ngày 1 tháng 1 năm 2009.  Với 7.589 cư dân vào tháng 1 năm 2010, đây là khu tự quản ít dân cư nhất tại Greenland. Thủ phủ của khu tự quản nằm tại Qaqortoq (trước đây gọi là Julianehåb). Khu tự quản bao gồm các khu tự quản cũ tại miền nam Greenland, tên của các khu được đặt theo điểm định cư lớn nhất:
- Nanortalik
- Narsaq
- Qaqortoq

Cộng với diện tích của các khu tự quản trước đó, mũi cực nam của Greenland được nhập vào lãnh thổ khu tự quản mới được thành lập. Diện tích lãnh thổ trải dãi từ vịnh hẹp Kangerlussuatsiaq (tiếng Đan Mạch: Lindenowfjorden) tời bờ biển đông nam thuộc Đại Tây Dương từ Mũi Tạm Biệt. The area previously belonged to Ammassalik Municipality and is uninhabited.

## Huy hiệu
Huy hiệu của khu tự quản mô tả đầu của một con cừu đực, tươgj trưng cho các trang trại nuôi cừu trong khu vực, một trong các lĩnh vực quan trọng nhất của nền kinh tế Kujalleq. Phần cao nhất bao gồm mặt trời và quốc kỳ Greenland. Cách phối màu tương tự như quốc kỳ. Huy hiệu được thông qua từ tháng 8 năm 2008.

## Địa lý
Với diện tích 32.000 km2 (12.355,3 dặm vuông Anh) Kujalleq là khu tự quản nhỏ nhất Greenland xét theo diện tích. Nằm trên phần cực nam của hòn đảo Greenland, khu chỉ giáp với một khu duy nhất là Sermersooq ở phía bắc. Vùng nước tại bờ biển phía tây thuộc biển Labrador, và mở ra Đại Tây Dương tại Uummannarsuaq cực nam. Ranh giới với vùng biển phía tây chạy dọc theo vịnh hẹp Alanngorsuaq. Phần còn lại của khu tự quản chủ yếu là đồi núi, với một số vịnh hẹp ăn sâu và đất liền.

## Điểm định cư
- Aappilattoq
- Alluitsup Paa (Sydprøven)
- Ammassivik (Sletten)
- Eqalugaarsuit
- Igaliku
- Nanortalik
- Narsaq
- Narsarmijit (Narsaq Kujalleq, or Frederiksdal)
- Narsarsuaq
- Qaqortoq (Julianehåb)
- Qassiarsuk
- Qassimiut
- Saarloq
- Tasiusaq